# Plumalexius rasnitsyni
Plumalexius rasnitsyni  (лат.) — ископаемый вид хризидоидных ос из семейства Plumalexiidae. Единственный вид рода Plumalexius.

## Описание

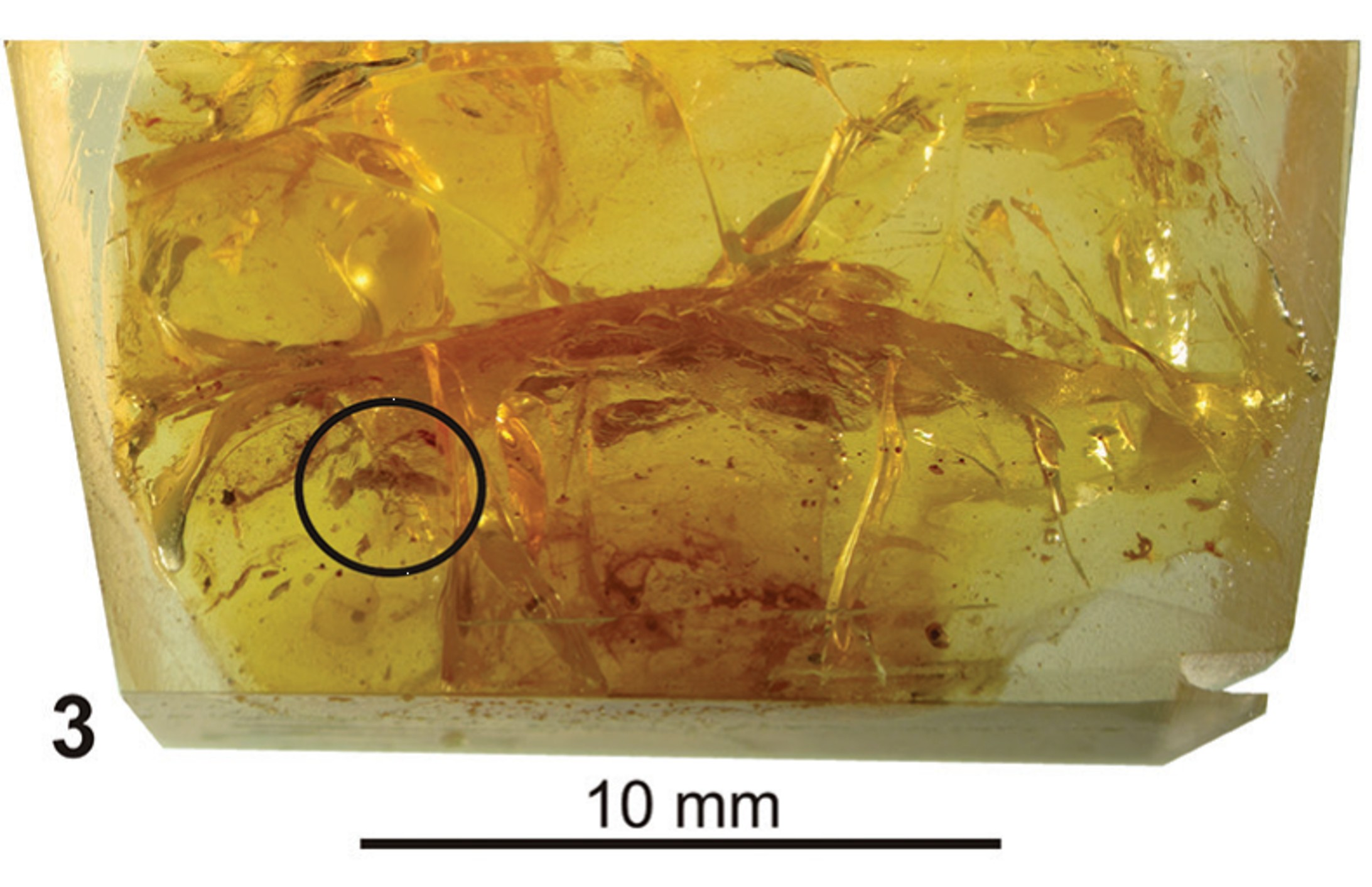

Мелкие хризидоидных осы (длина тела 2,37 мм, передне крыло — 1,47 мм, заднее крыло — 1,17 мм) желтовато-коричневого цвета. Обнаружены в США в позднемеловом нью-джерсийском янтаре (Голотип: AMNZ NJ-695, New Jersey Amber: Нью-Джерси, округ Мидлсекс, Sayreville, White Oaks Pit). Сложные глаза овальные выпуклым внутренним краем. Усики с многочисленными длинными отстоящими щетинками (число антенномер неизвестно). В челюстях 4 апикальных зубца. Нижнечелюстные щупики состоят (как минимум) из 5 члеников, нижнегубные — из 3. Пронотум короче мезоскутума с округлёнными задненижними углами; мезоскутум поперечный, нотаули отчётливые, полные; тегула мелкая, выпуклая. Метапостнотум предположительно такой же длины, что и метанотум; проподеум длинный; мезо-метаплевральная бороздка развита. Задние крылья с двумя замкнутыми ячейками. Голени без шипиков и крупных щетинок. Седьмой стернит редуцирован. Формула шпор голеней: 1—2—2: аролии крупные, коготки простые.

## Этимология
Родовое и видовое названия P. rasnitsyni были даны в честь крупного российского палеонтолога и энтомолога профессора Александра Павловича Расницына (Палеонтологический институт РАН, Москва). Описание сделал энтомолог Денис Бразерс (Denis J. Brothers, University of KwaZulu-Natal, Питермарицбург, ЮАР).

## Систематика
Plumalexius rasnitsyni выделен в отдельное семейство Plumalexiidae, которое является базальным для надсемейства Chrysidoidea. Основываясь на филогенетическом анализе Д. Бразерс считает Plumalexiidae предположительно сестринским к семейству Plumariidae, к которому он наиболее близок, но не разделяет его апоморфных признаков.